# Juan Bautista Navarrete
Juan Bautista Navarrete y Maldonado (Camaná, 1793-Lima, 13 de septiembre de 1863) fue abogado, catedrático universitario, magistrado y político peruano. Fue presidente de la Cámara de Diputados del Perú, de abril a septiembre de 1831.

## Biografía
Natural de Camaná, perteneciente a la antigua intendencia de Arequipa, se trasladó a Lima para estudiar en el Real Convictorio de San Carlos. Se graduó de bachiller  en Cánones y pasó a ejercer la docencia en dicho centro de estudios, como maestro de Jurisprudencia y Cánones. Fue también vicerrector y regente de los estudios de Leyes. Dicha actividad docente la desempeñó entre 1813 y 1819.
Su práctica forense lo hizo bajo la dirección de Manuel Pérez de Tudela (1814-1818). El 27 de julio de 1818 se recibió de abogado ante la Real Audiencia de Lima y el 30 de marzo de 1819 fue admitido en el Colegio de Abogados de Lima.
En 1819 reemplazó a José Faustino Sánchez Carrión como catedrático de Digesto Viejo de la Universidad Mayor de San Marcos. Fue uno de los firmantes del Acta de la Declaración de la Independencia del Perú, que se llevó a cabo el 15 de julio de 1821.
En octubre de 1821 pasó a ser secretario del general Domingo Tristán, comandante en jefe de la División del Sur. Se mantuvo en el servicio hasta diciembre de 1823. Luego fue sucesivamente relator de la Alta Cámara de Justicia (1823-1824) y agente fiscal de Trujillo (1824).
Fue diputado suplente ante el primer Congreso Constituyente de 1822, siendo incorporado en 1825 y elegido secretario. Por esa época ejerció también como catedrático de Prima de Sagrados Cánones en la Universidad de San Marcos.
De 1829 a 1832 fue elegido diputado por Camaná, integrando así el primer Congreso bicameral que tuvo el Perú. Ejerció la presidencia de su Cámara, de abril a septiembre de 1831. En 1832 fue reelegido diputado por Camaná, y en 1839 lo fue por Yauyos, ocasión en la que formó parte del Congreso General de Huancayo, que dio la Constitución de 1839.
Durante los períodos de receso parlamentario desarrolló su carrera en la magistratura. En 1832 fue nombrado vocal interino de la Corte Superior de Lima, y en tal calidad, protestó contra el pronunciamiento del general Pedro Bermúdez del 4 de enero de 1834. Fue juez de primera instancia  de 1835 a 1837. El 1 de marzo de 1839 ascendió a vocal titular de la Corte Superior de Lima.
Formó parte del Consejo de Estado de 1840 a 1842, durante el segundo gobierno de Agustín Gamarra. Se jubiló el 2 de marzo de 1852.